# Józef Flis
Józef Flis (ur. 25 lutego 1949 roku w Majdanie na Lubelszczyźnie) – generał broni Wojska Polskiego w stanie spoczynku.

## Służba wojskowa
Służbę w WP rozpoczął w 1967 r. jako podchorąży Wyższej Szkoły Oficerskiej Wojsk Zmechanizowanych im. T. Kościuszki we Wrocławiu. Po ukończeniu szkoły pełnił służbę na stanowisku dowódcy plutonu i kompanii rozpoznawczej w 5 Kołobrzeskim Pułku Zmechanizowanym im. Otokara Jarosza w Szczecinie. W 1974 r. został wyznaczony na stanowisko dowódcy batalionu piechoty zmotoryzowanej w 41 Pułku Zmechanizowanym im. mjr Bronisława Lachowicza w Szczecinie. W 1975 r. objął stanowisko komendanta Szkoły Oficerów Rezerwy w Ośrodku Szkolenia Wojsk Lądowych w Elblągu. W 1977 r. skierowany na studia do Akademii Wojskowej im. M. Frunzego w Moskwie.
W 1980 został szefem sztabu, a w 1982 dowódcą 5 Kołobrzeskiego Pułku Zmechanizowanego. W 1984 r. wyznaczony na stanowisko szefa sztabu 8 Drezdeńskiej Dywizji Zmechanizowanej im. Bartosza Głowackiego w Koszalinie. W latach 1986–1988 był dowódcą 15 Dywizji Zmechanizowanej im. Gwardii Ludowej w Olsztynie. 
Po ukończeniu Wojskowej Akademii Sztabu Generalnego SZ ZSRR w 1990 objął stanowisko zastępcy szefa Zarządu Operacyjno-Strategicznego Sztabu Generalnego WP. W 1994 awansowany na stopień generała brygady.
W latach 1994–1996 był komendantem-rektorem Wyższej Szkoły Oficerskiej im. Stefana Czarnieckiego w Poznaniu. Od 1996 r. pełnił obowiązki dowódcy Grupy Organizacyjno-Przygotowawczej Dowództwa Wojsk Lądowych. Potem był szefem sztabu Dowództwa Wojsk Lądowych. W 1997 awansowany na generała dywizji. W latach 1997–1999 był zastępcą szefa Sztabu Generalnego WP ds. systemów dowodzenia i szkolenia. Od 1999 pierwszy zastępca szefa Sztabu Generalnego WP. W 2002 r. mianowany na stopień generała broni. W 2003 uzyskał w Akademii Obrony Narodowej w Warszawie stopień doktora nauk wojskowych. W latach 2003–2006 był komendantem - rektorem Akademii Obrony Narodowej w Warszawie. W 2007 r. odszedł do rezerwy.

## Wykształcenie wojskowe
- Wyższa Szkoła Oficerska Wojsk Zmechanizowanych (1967-1971)
- Akademia Wojskowa im. M. Frunzego w Moskwie (1977-1980)
- Akademia Sztabu Generalnego SZ ZSRR w Moskwie (1988-1990)
- Akademia Obrony Narodowej - studia doktoranckie (2003)

## Ordery i odznaczenia
- Krzyż Oficerski Orderu Odrodzenia Polski
- Krzyż Kawalerski Orderu Odrodzenia Polski
- Złoty Krzyż Zasługi
- Złoty Medal „Siły Zbrojne w Służbie Ojczyzny”
- Srebrny Medal Siły Zbrojne w Służbie Ojczyzny
- Brązowy Medal Siły Zbrojne w Służbie Ojczyzny
- Złoty Medal „Za zasługi dla obronności kraju”
- Srebrny Medal Za zasługi dla obronności kraju
- Brązowy Medal Za zasługi dla obronności kraju